# Кенова (Західна Вірджинія)
Кенова (англ. Kenova) — місто (англ. city) в США, в окрузі Вейн штату Західна Вірджинія. Населення — 3033 особи (2020).

## Географія
Кенова розташована за координатами 38°24′10″ пн. ш. 82°34′55″ зх. д. / 38.40278° пн. ш. 82.58194° зх. д. (38.402741, -82.581855).  За даними Бюро перепису населення США в 2010 році місто мало площу 4,12 км², з яких 3,25 км² — суходіл та 0,87 км² — водойми.

## Демографія
Згідно з переписом 2010 року, у місті мешкало 3216 осіб у 1441 домогосподарстві у складі 868 родин. Густота населення становила 780 осіб/км².  Було 1645 помешкань (399/км²).
Расовий склад населення:
| - 98,8 % — білих - 0,3 % — корінних американців - 0,2 % — чорних або афроамериканців - 0,1 % — азіатів |

До двох чи більше рас належало 0,7 %. Частка іспаномовних становила 1,0 % від усіх жителів.
За віковим діапазоном населення розподілялося таким чином: 22,1 % — особи молодші 18 років, 59,3 % — особи у віці 18—64 років, 18,6 % — особи у віці 65 років та старші. Медіана віку мешканця становила 40,6 року. На 100 осіб жіночої статі у місті припадало 84,4 чоловіків;  на 100 жінок у віці від 18 років та старших — 81,3 чоловіків також старших 18 років.
Середній дохід на одне домашнє господарство  становив 37 151 долар США (медіана — 32 140), а середній дохід на одну сім'ю — 48 465 доларів (медіана — 40 430). Медіана доходів становила 32 271 долар для чоловіків та 27 865 доларів для жінок. За межею бідності перебувало 17,7 % осіб, у тому числі 25,9 % дітей у віці до 18 років та 6,2 % осіб у віці 65 років та старших.
Цивільне працевлаштоване населення становило 1352 особи. Основні галузі зайнятості: освіта, охорона здоров'я та соціальна допомога — 29,6 %, мистецтво, розваги та відпочинок — 20,9 %, виробництво — 12,3 %, роздрібна торгівля — 9,8 %.